# Svenska klubben i Helsingfors

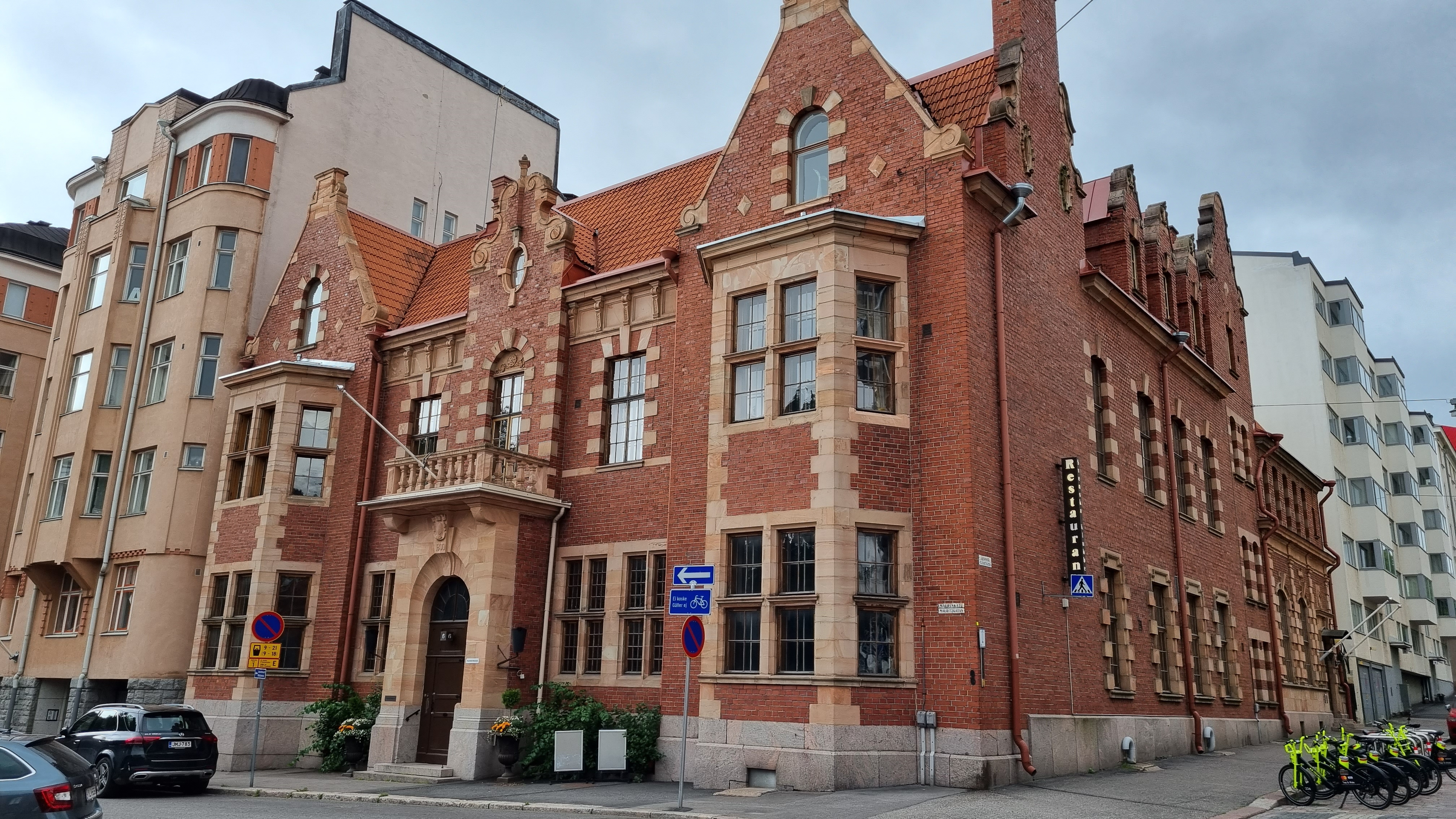
Svenska klubbens hus på Mauritzgatan 6.

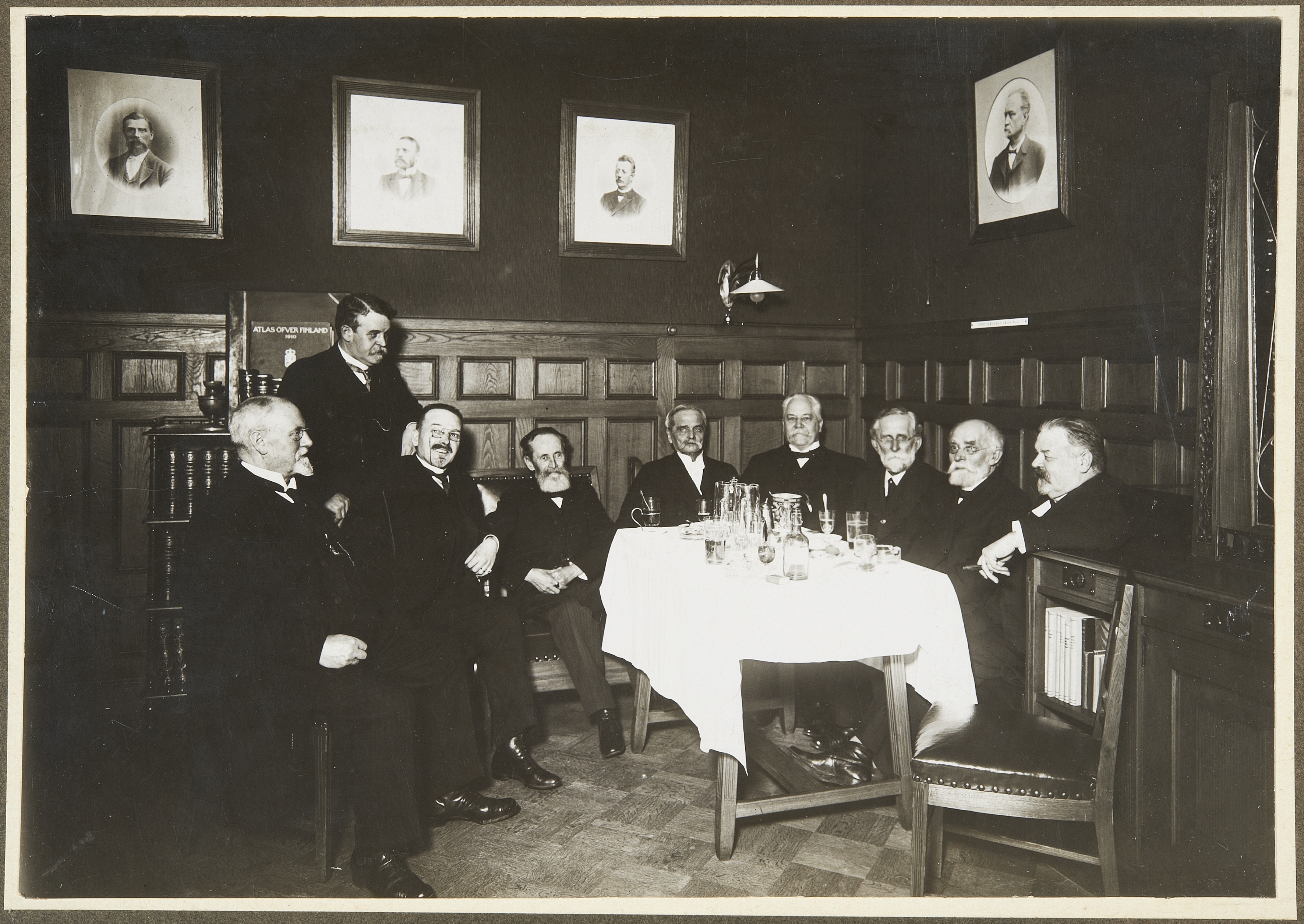
Svenska klubben under tidigt 1900-tal.

Svenska klubben i Helsingfors är en finlandssvensk klubb i Helsingfors med ändamål att "utgöra en sammanslutning av svenskspråkiga män genom att bereda dem möjlighet till personlig kontakt, trivsam samvaro och avkoppling, samt att verka för det svenska kulturarbetet i Finland".
Svenska klubben har föregångare i Borgerliga klubben och Konversationsklubben. Formellt grundades klubben den 26 september 1880 på initiativ av professor Axel Olof Freudenthal.
1932 flyttade Svenska klubben in i sitt nuvarande hus på Mauritzgatan 6. Byggnaden är ritad av den skotske arkitekten Robert Lorimer.